# Thorne Lay
Thorne Lay (Casper, 1956) é um sismologista estadunidense. É professor da Universidade da Califórnia em Santa Cruz.
Recebeu a Medalha de Ouro da Royal Astronomical Society de 2021.